# Air Congo
Air Congo S.A. est la Compagnie aérienne nationale de la République démocratique du Congo. Lancée le 1er décembre 2024, elle a comme hub l'Aéroport international de Kinshasa-Ndjili. La compagnie aérienne a annoncé qu'elle commencerait ses opérations en desservant des destinations nationales. Le vol inaugural a eu lieu le 9 décembre 2024 de Aéroport international de Kinshasa-Ndjili jusqu'à Aéroport de Lubumbashi avec un des deux Boeing B737-800 loués à Ethiopian Airlines,,.

## Destinations
| Pavs                             | Ville      | Aeroport                                  | Notes | Refs  |
| -------------------------------- | ---------- | ----------------------------------------- | ----- | ----- |
| République démocratique du Congo | Goma       | Aéroport international de Goma            |       | [ 4 ] |
| République démocratique du Congo | Kalemie    | Aéroport de Kalemie                       |       | [ 4 ] |
| République démocratique du Congo | Kinshasa   | Aéroport international de Kinshasa-Ndjili | HUB   | [ 4 ] |
| République démocratique du Congo | Kisangani  | Aéroport de Kisangani-Simisini            |       | [ 4 ] |
| République démocratique du Congo | Kolwezi    | Aéroport de Kolwezi                       |       | [ 4 ] |
| République démocratique du Congo | Lubumbashi | Aéroport de Lubumbashi                    |       | [ 4 ] |
| République démocratique du Congo | Mbuji-Mayi | Aéroport de Mbujimayi                     |       | [ 4 ] |